# Лемешкино
Лемешкино — село в Руднянском районе Волгоградской области, административный центр Лемешкинского сельского поселения.
Основано в 1780-х годах
Население - 1181 (2010)

## История
В Историко-географическом словаре Саратовской губернии, составленном в 1898—1902 годах, значится как малороссийская слобода, волостное село Лемешкинской волости Камышинского уезда Саратовской губернии. Слобода была заселена примерно в 1780 году крестьянами малороссами из слободы Рудни. Бывшие помещичьи крестьяне князей Четвертинских. До 1861 года крестьяне были на барщине, по выходе из крепостной зависимости получили на 481 мужскую душу 2164 десятины удобной земли и 82 неудобной земли. К концу XIX века в слободе имелись церковь, церковно-приходская школа (открыта в 1883 году), волостное правление (учреждено в 1861 году), фельдшерский пункт (открыт в 1865 году), урядник (с 1879 года), волостная ямская станция, по четвергам еженедельно проводились базары

С 1928 года — центр Лемешкинского сельсовета Руднянского района Камышинского округа (округ упразднён в 1930 году) Нижне-Волжского края. С 1935 года — административный центр Лемешкинского района Сталинградского края (с 1936 года — Сталинградской области, с 1954 по 1957 год — район в составе Балашовской области). В 1959 году в связи с упразднением Лемешкинского района передано в состав Руднянского района

## Физико-географическая характеристика
Село находится в степной местности, в пределах Хопёрско-Бузулукской равнины, являющейся южным окончанием Окско-Донской низменности, на правом берегу реки Щелкан. Рельеф местности холмисто-равнинный. Почвы — чернозёмы южные. Высота центра населённого пункта — около 120 метров над уровнем моря. К западу от села высота местности постепенно повышается, достигая 190 и более метров над уровнем моря.
Автомобильными дорогами с твёрдым покрытием Лемешкино связано с районным центром посёлком Рудня и селом Козловка. По автомобильным дорогам расстояние до областного центра города Волгограда составляет 330 км, до районного центра посёлка Рудня — 25 км.
Климат
Климат умеренный континентальный (согласно классификации климатов Кёппена — Dfb). Многолетняя норма осадков — 440 мм. Наибольшее количество осадков выпадает в июле — 51 мм, наименьшее в марте — 22 мм. Среднегодовая температура положительная и составляет + 6,1 °С, средняя температура самого холодного месяца января −10,3 °С, самого жаркого месяца июля +21,6 °С.
Часовой пояс
Лемешкино, как и вся Волгоградская область, находится в часовой зоне МСК (московское время). Смещение применяемого времени относительно UTC составляет +3:00.

## Население
Динамика численности населения
| 1886 | 1891 | 1897 | 1911 | 1939 | 1987  | 2002 |
| ---- | ---- | ---- | ---- | ---- | ----- | ---- |
| 1428 | 1640 | 1719 | 1768 | 2189 | ≈1500 | 1150 |

| 2010 |
| ---- |
| 1181 |

Национальный состав
По данным переписи населения 1939 года: украинцы — 75,7 % или 1655 чел., русские — 22,7 % или 497 чел.

### Известные жители
- Бородай, Алексей Сергеевич (р. 1947) — космонавт-испытатель, полковник авиации; выпускник Лемешкинской средней школы (1965).
- Шамшик, Николай Ефимович (1920—1978) — разведчик Великой Отечественной войны, Герой Советского Союза (1944).
- Шестеренко, Алексей Филиппович (1902 — не ранее 1979) — разработчик медицинского оборудования, лауреат Сталинской премии.